# Atletica leggera ai Giochi della XXXII Olimpiade - Salto triplo maschile

Video integrale della Finale

Ai Giochi della XXXII Olimpiade la competizione del Salto triplo maschile si è svolta dal 3 al 5 agosto 2021 presso lo Stadio nazionale di Tokyo.

## Presenze ed assenze dei campioni in carica
| Competizione         | Atleta                | Prestazione | Tokyo 2020  |
| -------------------- | --------------------- | ----------- | ----------- |
| Olimpiadi 2016       | Christian Taylor      | 17,86 m     | Infortunato |
| Commonwealth 2018    | Troy Doris            | 16,88 m     | Non qual.   |
| Europei 2018         | Nelson Évora          | 17,10 m     | Presente    |
| Panamericani 2019    | Omar Craddock         | 17,42 m     | Ritir. 2020 |
| Mondiali 2019        | Christian Taylor      | 17,92 m     | Infortunato |
|                      |                       |             |             |
| Mondiali junior 2018 | Jordan Alejandro Díaz | 17,15 m     | Assente     |

1. ↑  Nel giugno 2021 ha avviato le pratiche per ottenere la cittadinanza spagnola.

Graduatoria mondiale
In base alla classifica della Federazione mondiale, i migliori atleti iscritti alla gara erano i seguenti:
| Pos. | Atleta         | Punti | Note |
| ---- | -------------- | ----- | ---- |
| 2    | Will Claye     | 1433  |      |
| 3    | Pedro Pichardo | 1414  |      |
| 4    | Fabrice Zango  | 1406  |      |

## La gara
È assente il campione olimpico in carica, ma c'è il secondo degli americani, Will Claye, argento a Londra 2012 ed a Rio 2016.
Pedro Pichardo impressiona in qualificazione: si esibisce in un 17,71 che non lascia dubbi sul suo stato di forma.
Per la seconda volta consecutiva, la finale si disputa in orario mattutino, alle 11:00.

Pichardo esordisce con 17,61 ponendosi subito in testa alla gara. Secondo è Yasser Triki (Algeria) con 17,30. 

Al secondo turno Pichardo replica il primo salto al centimetro; Triki batte il (già suo) record nazionale (17,42), mentre sale al terzo posto il cinese Zhu Yaming con 17,41.
Al terzo turno Pichardo fa il capolavoro: atterra a 17,98 stabilendo il nuovo record portoghese e la migliore prestazione dell'anno. Fabrice Zango si issa al secondo posto con 17,47 e Will Claye (l'unico a difendere i colori americani) si porta al terzo con 17,44. 

La classifica non subisce mutazioni nel quarto turno. Al quinto salto Zhu, che era sceso in quarta posizione, salta 17,57 e si porta al secondo posto. Zango scende al terzo e Claye al quarto. Triki migliora nuovamente il suo record nazionale con 17,43, ma non modifica il proprio quinto posto.

## Risultati

### Qualificazione
Qualificazione: 17,05m (Q) o le migliori 12 misure (q).
| Pos. | Gruppo | Nome                 | Nazionalità   | Salti | Salti | Salti | Risultato | Note                                     |
| Pos. | Gruppo | Nome                 | Nazionalità   | 1°    | 2°    | 3°    | Risultato | Note                                     |
| ---- | ------ | -------------------- | ------------- | ----- | ----- | ----- | --------- | ---------------------------------------- |
| 1    | B      | Pedro Pichardo       | Portogallo    | 16,98 | 17,71 | —     | 17,71     | Q                                        |
| 2    | B      | Necati Er            | Turchia       | x     | 16,70 | 17,13 | 17,13     | Q                                        |
| 3    | A      | Zhu Yaming           | Cina          | 17,11 | —     | —     | 17,11     | Q                                        |
| 4    | A      | Cristian Nápoles     | Cuba          | 17,08 | —     | —     | 17,08     | Q                                        |
| 5    | B      | Yasser Triki         | Algeria       | 16,75 | 16,67 | 17,05 | 17,05     | Q                                        |
| 6    | B      | Donald Scott         | Stati Uniti   | 17,01 | 16,43 | r     | 17,01     | q                                        |
| 7    | A      | Andrea Dallavalle    | Italia        | 16,99 | 16,59 | —     | 16,99     | q                                        |
| 8    | A      | Will Claye           | Stati Uniti   | 16,78 | 16,88 | 16,91 | 16,91     | q                                        |
| 9    | B      | Emmanuel Ihemeje     | Italia        | 16,88 | x     | 16,28 | 16,88     | q                                        |
| 10   | B      | Fang Yaoqing         | Cina          | 16,79 | 16,69 | 16,84 | 16,84     | q                                        |
| 11   | B      | Melvin Raffin        | Francia       | 16,49 | 16,83 | 16,58 | 16,83     | q                                        |
| 12   | A      | Hugues Fabrice Zango | Burkina Faso  | 16,83 | 16,46 | 16,37 | 16,83     | q                                        |
| 13   | A      | Tobia Bocchi         | Italia        | 16,78 | 16,67 | 15,45 | 16,78     |                                          |
| 14   | A      | Wu Ruiting           | Cina          | x     | 16,73 | 16,10 | 16,73     |                                          |
| 15   | A      | Nazim Babayev        | Azerbaigian   | 16,38 | 16,30 | 16,72 | 16,72     | Miglior prestazione personale stagionale |
| 16   | A      | Tiago Pereira        | Portogallo    | 16,62 | 16,71 | 15,79 | 16,71     |                                          |
| 17   | B      | Max Heß              | Germania      | 13.79 | 16,69 | x     | 16,69     |                                          |
| 18   | B      | Chris Benard         | Stati Uniti   | 16,44 | 16,59 | 16,49 | 16,59     |                                          |
| 19   | B      | Benjamin Compaoré    | Francia       | 16,59 | 16,39 | 15,29 | 16,59     |                                          |
| 20   | A      | Mateus de Sá         | Brasile       | 16,49 | x     | 16,33 | 16,49     |                                          |
| 21   | B      | Levon Aghasyan       | Armenia       | x     | 16,42 | x     | 16,42     |                                          |
| 22   | B      | Ben Williams         | Gran Bretagna | x     | 16,30 | x     | 16,30     |                                          |
| 23   | B      | Almir dos Santos     | Brasile       | x     | 16,27 | 16,27 | 16,27     |                                          |
| 24   | A      | Carey McLeod         | Giamaica      | 15,82 | 16,01 | x     | 16,01     |                                          |
| 25   | B      | Pablo Torrijos       | Spagna        | 15,87 | x     | x     | 15,87     |                                          |
| 26   | A      | Alexsandro Melo      | Brasile       | 15,65 | r     | —     | 15,65     |                                          |
| 27   | A      | Nelson Évora         | Portogallo    | x     | 15,39 | x     | 15,39     |                                          |
|      | A      | Lasha Gulelauri      | Georgia       | x     | x     | —     | nm        |                                          |
|      | A      | Jean-Marc Pontvianne | Francia       | x     | x     | x     | nm        |                                          |
|      | A      | Ruslan Kurbanov      | Uzbekistan    | x     | r     | —     | nm        |                                          |
|      | B      | Dimitrios Tsiamis    | Grecia        | x     | r     | —     | nm        |                                          |
|      | B      | Andy Díaz            | Cuba          | —     | —     | —     | dns       |                                          |

### Finale
| Record mondiale      | Jonathan Edwards | 18,29 m | Göteborg       | 7 agosto 1995  |
| Record olimpico      | Kenny Harrison   | 18,09 m | Atlanta        | 27 luglio 1996 |
| Capolista stagionale | Hugues F. Zango  | 17,82 m | Székesfehérvár | 6 luglio 2021  |

Giovedì 5 agosto, ore 11:00.
| Pos.    | Atleta               | Nazione      | Salti | Salti | Salti | Salti           | Salti           | Salti           | Misura | Note                                     |
| Pos.    | Atleta               | Nazione      | 1º    | 2º    | 3º    | 4º              | 5º              | 6º              | Misura | Note                                     |
| ------- | -------------------- | ------------ | ----- | ----- | ----- | --------------- | --------------- | --------------- | ------ | ---------------------------------------- |
| Oro     | Pedro Pichardo       | Portogallo   | 17,61 | 17,61 | 17,98 | x               | —               | x               | 17,98  | Record nazionale                         |
| Argento | Zhu Yaming           | Cina         | 16,63 | 17,41 | 17,11 | 17,16           | 17,57           | 15,02           | 17,57  | Miglior prestazione personale stagionale |
| Bronzo  | Hugues Fabrice Zango | Burkina Faso | 15,91 | 16,83 | 17,47 | x               | 17,31           | 17,43           | 17,47  |                                          |
| 4       | Will Claye           | Stati Uniti  | 17,19 | x     | 17,44 | 16,69           | 17,04           | 17,36           | 17,44  | Miglior prestazione personale stagionale |
| 5       | Yasser Triki         | Algeria      | 17,30 | 17,42 | 17,40 | 17,08           | 17,43           | 17,10           | 17,43  | Record nazionale                         |
| 6       | Necati Er            | Turchia      | 16,84 | 15,27 | 17,25 | —               | x               | x               | 17,25  | Miglior prestazione personale stagionale |
| 7       | Donald Scott         | Stati Uniti  | 17,15 | x     | 16,86 | 17,18           | 16,79           | 16,95           | 17,18  | Miglior prestazione personale stagionale |
| 8       | Fang Yaoqing         | Cina         | 16,95 | 16,52 | 16,53 | 17,01           | 14,60           | 15,94           | 17,01  |                                          |
| 9       | Andrea Dallavalle    | Italia       | 16,62 | 16,85 | 16,74 | Non qualificati | Non qualificati | Non qualificati | 16,85  |                                          |
| 10      | Cristian Nápoles     | Cuba         | x     | 16,63 | x     | Non qualificati | Non qualificati | Non qualificati | 16,63  |                                          |
| 11      | Emmanuel Ihemeje     | Italia       | x     | 16,52 | 16,04 | Non qualificati | Non qualificati | Non qualificati | 16,52  |                                          |
| 12      | Melvin Raffin        | Francia      | x     | x     | x     | Non qualificati | Non qualificati | Non qualificati | nm     |                                          |